# Cavalerie française
Pour un article plus général, voir Cavalerie.
Avant l'apparition de l'automobile et du char de combat, le terme de cavalerie française désignait l'ensemble des régiments ou escadrons de cavaliers de l'armée française - la cavalerie constituant l'une des branches des Armes à cheval. Après sa mécanisation dans l'entre-deux-guerres et l'apparition de l'arme blindée et cavalerie, le terme est utilisé pour désigner les unités mécanisées équipées de chars, d'automitrailleuses ou d'autres véhicules blindés - du type « VAB », « VBL », « ERC-90 Sagaie » ou « AMX-10 RC » à l'époque contemporaine - qui ont repris les missions, titres et traditions des régiments autrefois montés. La cavalerie est l'une des plus anciennes composantes de l'armée de terre française aux côtés d'autres « armes » que sont l'artillerie et l'infanterie.

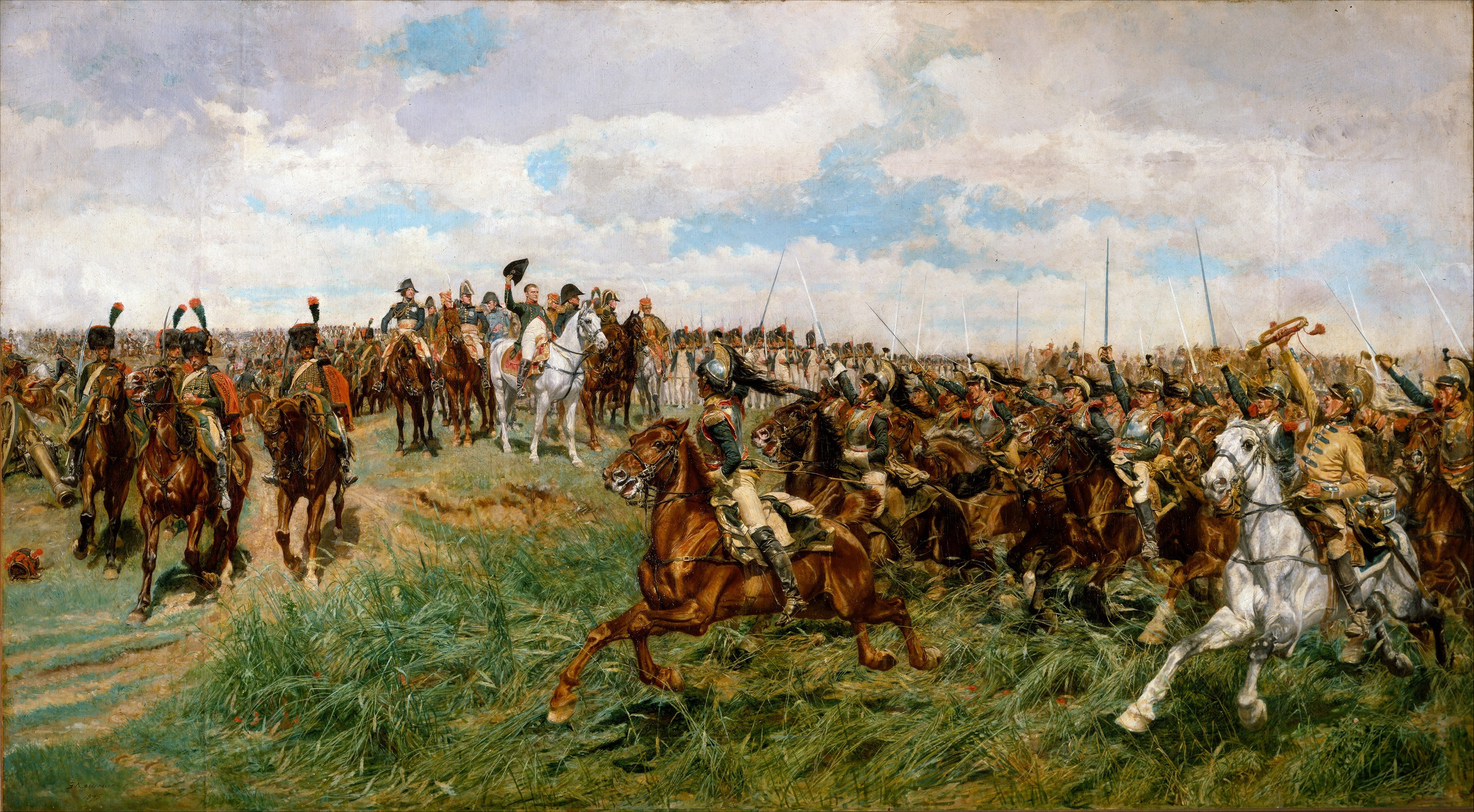
La cavalerie française saluant l'empereur Napoléon Ier pendant la bataille de Friedland (1807) par Ernest Meissonier (1875).

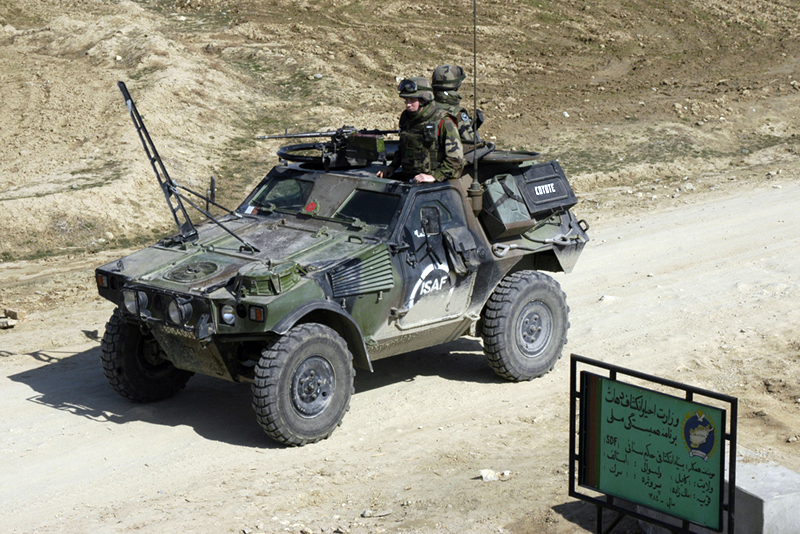
VBL du 1er régiment de hussards parachutistes français en Afghanistan.

Si la cavalerie a, dès l'origine, fait partie de l'Armée française, elle ne s'individualise vraiment en tant qu'« arme » qu'avec l'apparition de troupes soldées. Auparavant, le rôle de la cavalerie était réservé à la noblesse ou, plus généralement, ceux qui étaient suffisamment fortunés pour payer un cheval, son équipement et son entretien. « Arme de choc » par excellence au Moyen Âge, la cavalerie française a vu ses missions se diversifier avec l'évolution de l'art de la guerre : protection des troupes, reconnaissance, actions de harcèlement, exploitation de la percée des lignes de combat adverses par la poursuite de l'ennemi. Pour répondre à ces missions, l'« arme cavalerie » sera traditionnellement divisée en trois branches : la cavalerie légère formée des régiments de hussards, de chasseurs à cheval et de chevau-légers, la cavalerie de ligne regroupant lanciers et dragons et la cavalerie lourde avec ses régiments de cuirassiers et de carabiniers à cheval. Tous les souverains français, qu'il s'agisse des monarques de l'Ancien Régime ou de la Restauration aussi bien que des empereurs Napoléon Ier ou Napoléon III se sont attaché les services de régiments de cavalerie dans leurs Maisons militaires ou Gardes impériales.
Selon les périodes, la cavalerie jouera un rôle plus ou moins important au sein des armées de France. 
Depuis les croisades, pendant tout le Moyen-âge et particulièrement à la Renaissance, la gendarmerie à cheval de France est au faîte de sa réputation. Elle est celle qui, bien utilisée, permettra à la France de remporter nombre de batailles durant la période, démontrant ainsi sa supériorité sur les autres corps d'armée et sur tous ses adversaires dans l'Europe entière.
Considérée comme une « arme d'élite », la cavalerie française écrira au fil des siècles, comme particulièrement sous le Premier Empire (1804 - 1815), quelques-unes des plus glorieuses pages de l'Histoire militaire de la France, gagnant, au gré de ses hauts faits d'armes et au travers de quelques-unes de ses plus grandes figures, une réputation de bravoure et de panache. Déjà mise à mal par l'apparition des armes à tir rapide, l'apparition des engins automobiles aboutira à sa reconversion, en abandonnant ses chevaux, mais en conservant l'esprit de cette arme pour des missions sensiblement identiques.

## Généralités
« Dans le domaine militaire, la cavalerie française est extrêmement riche d’enseignements généraux sur l’évolution de l’armée, sur son équipement, son organisation, sa doctrine et ses ressources humaines. On constate ainsi que la cavalerie est, dès le Moyen Âge, au cœur de la réforme militaire entreprise par Charles VII... Elle brille à nouveau sous l’Empire où toutes sortes de cavaleries explorent les ressources du mouvement, de la vitesse, de la surprise et du choc décisif produit par l’élan de ses masses débridées « de chair et de sang » lancées au galop. Son effondrement lors de la retraite de Russie est celui de toute l’armée. Sa place et son rôle sous le Second Empire sont tout à fait significatifs de l’aventure coloniale en cours et, simultanément et de manière moins heureuse, de l’impréparation militaire au choc dramatique de 1870. Au XXe siècle, on y trouve un vrai condensé de la montée en puissance des armées modernes. Elle est une excellente illustration des ruptures vécues, dans pratiquement tous les domaines, lors de la Première Guerre mondiale. Contrairement à l’infanterie qui, comme « arme des 300 derniers mètres », connut, tout au long du dernier siècle, une continuité certaine, la cavalerie mit du temps à passer du « tout monté » au « tout blindé ». Pour autant, elle se trouve souvent à l’avant-garde des évolutions militaires réussies, et révèle encore aujourd’hui la puissance et la capacité d’action des forces terrestres les plus modernes »

— Gen. de division Hervé de Parseval, La cavalerie blindée à l’aune de l’armée moderne

### L'École de cavalerie de Saumur
Jusqu'au début du XVIIIe, on considère qu'il est plus facile de former un régiment de cavalerie qu'un régiment d'infanterie. Le chevalier de Folard va même jusqu'à écrire : « on ne saurait jamais faire un fantassin médiocre d'un bon cavalier, au lieu qu'on fera toujours un bon cavalier d'un mauvais fantassin ». Les officiers sont accueillis à la Grande Écurie de Versailles ou au Manège royal des Tuileries. Cependant, l'art équestre qui y est enseigné est éloigné des besoins de la guerre. En 1764, Choiseul crée cinq écoles d'équitation dont seule celle de Saumur échappera aux coupes budgétaires de 1771,.
Lointaine héritière du Manège de Versailles où, sous l'Ancien Régime, les jeunes nobles étaient formés au métier d'officier, l'école de cavalerie de Saumur fut fondée en 1825.

## Histoire de la cavalerie française

### Des origines auXXesiècle
Dans l'espace « historico-géographique » que représente le territoire actuel de la France, les Celtes furent le premier peuple réputé pour la valeur de sa cavalerie.

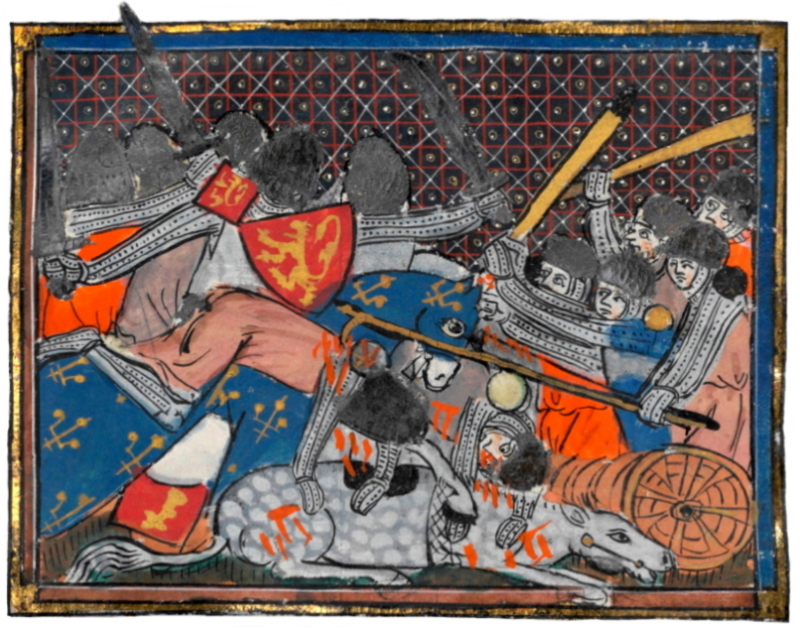
La cavalerie française à la bataille de Courtrai (1302).

Au Moyen Âge et au début de la Renaissance, la « grosse cavalerie » constituée les « gens d'armes » revêtus de leurs armures, armés de la lance et de l'épée et issus de la noblesse féodale forme l'élite et le fer de lance de l'ost des rois de France. Cette cavalerie noble se distinguera pendant la guerre de Cent Ans (1337 - 1453) mais sera vaincue une première fois à la bataille de Crécy (1346) et décimée à la bataille d'Azincourt (1415) par une armée anglaise inférieure en nombre et essentiellement constituée de fantassins et d'archers.
Les premiers régiments de cavalerie firent leur apparition en France au XVIIe siècle, sous le règne de Louis XIII et à l'instigation du cardinal de Richelieu mais c'est sous celui de son fils Louis XIV que l'arme connaîtra une véritable réorganisation grâce à Turenne, Maréchal de France et colonel général de la cavalerie. L'évolution de l'art de la guerre de la Renaissance au siècle des Lumières et la diversification des missions de la cavalerie que cette « révolution militaire » entraîna menèrent à l'apparition de nouveaux types de cavaliers dans l'armée française : les dragons et les hussards sous Louis XIV, les chasseurs à cheval sous Louis XV après la création du corps des chasseurs de Fischer.

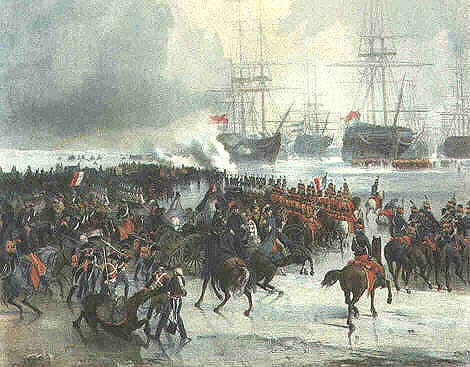
Capture de la flotte hollandaise au Helder en 1795.

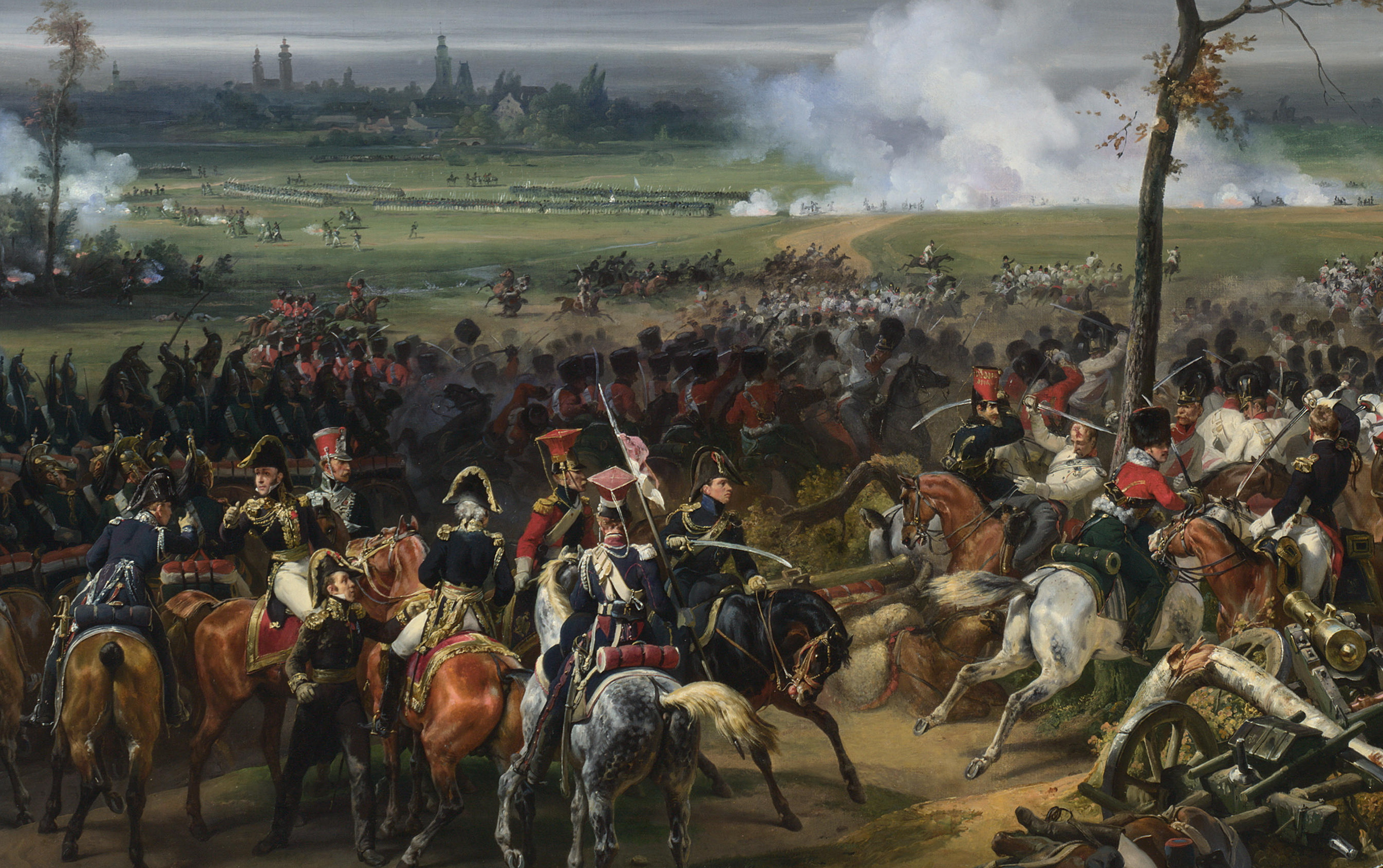
La cavalerie française à la bataille de Hanau en 1813.

Au XVIIIe siècle, c'est l'infanterie qui est définitivement devenue la « reine des batailles », l'artillerie lui servant d'appui et la cavalerie étant utilisée dans des missions bien spécifiques. Pendant la Révolution, la cavalerie, qui avait été désorganisée par l'émigration de nombreux officiers d'origines nobles et les lacunes de la remonte et de l'équipement, ne joua qu'un rôle marginal dans les batailles opposant la République à l'Europe des monarchies, étant surtout employée dans la reconnaissance et l'appui de l'infanterie. L'arme se compose alors de régiments dits « de cavalerie », dont seul le 8e continue à porter la cuirasse de fer. Elle sera dénommée cavalerie de bataille, lourde ou de réserve. À côté, la cavalerie légère regroupe les chasseurs à cheval et les hussards. Enfin, les dragons sont rattachés à la cavalerie bien qu'étant une infanterie montée. En 1797, Hoche réorganisa la cavalerie, dont les unités étaient dispersées dans les divisions d'infanterie, et constitua une division de cavalerie lourde, une de réserve, une de dragons et une de hussards qu'il répartit entre le centre et les ailes du dispositif de bataille.
La cavalerie française retrouvera cependant une place prépondérante pendant les guerres napoléoniennes au début du XIXe siècle. Après Marengo (1800), le Premier consul Napoléon Bonaparte sera à l'initiative de sa réapparition dans les rangs de l'armée française avec la création de nouveaux régiments de cuirassiers. Profondément restructurée, notamment au niveau de l'organisation des unités, et voyant ses effectifs augmentés, la cavalerie du Premier Empire redeviendra une redoutable arme de choc et de mêlée et un outil essentiel des victoires militaires françaises. La cavalerie napoléonienne sera décimée pendant la campagne de Russie (1812), privant Napoléon de cette arme si déterminante pendant les campagnes de 1813 et 1814, mais elle se distinguera une fois encore lors de la bataille de Montmirail pendant la campagne de France de 1814. La cavalerie impériale s'illustrera une dernière fois lors de la campagne de Belgique de 1815 et en particulier lors de la bataille de Waterloo (18 juin 1815) où, menée par le maréchal Michel Ney, elle chargera à plusieurs reprises mais en vain les lignes alliées,,.

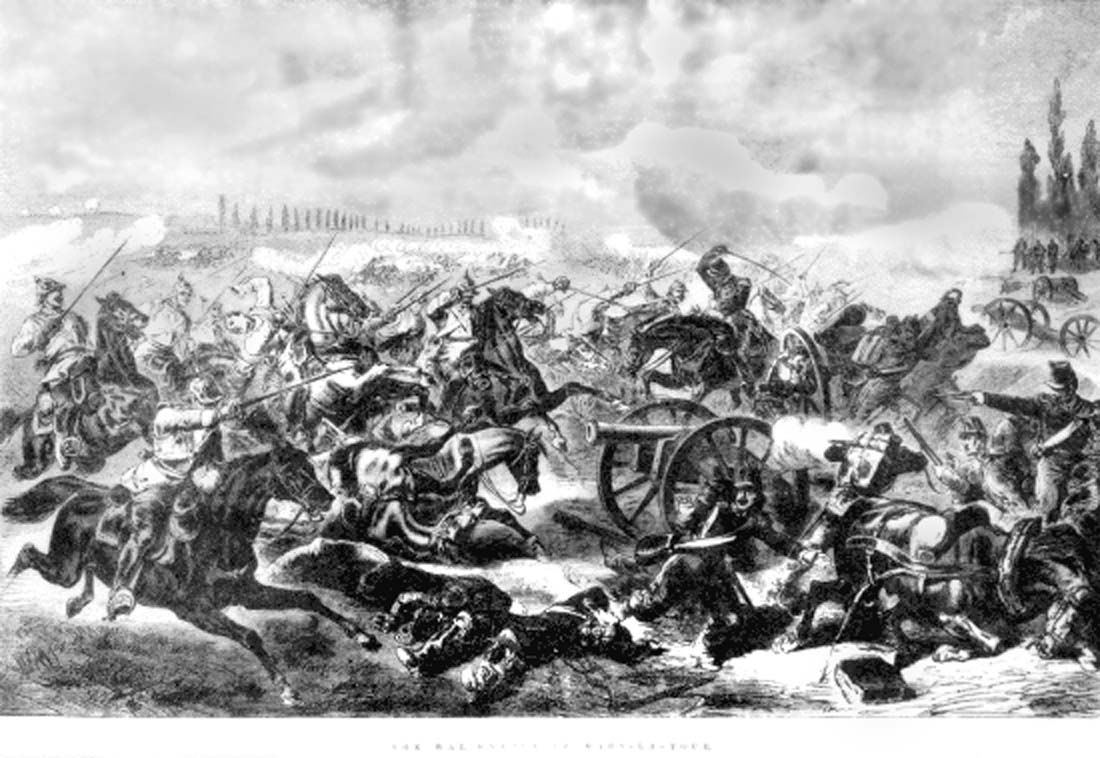
Cavalerie française à la bataille de Rezonville en 1870.

Après la chute de Napoléon, et pour les cinquante cinq années suivantes, la cavalerie française ne sera pas engagée en totalité dans un conflit majeur. Elle participera à des expéditions coloniales. Cela se traduira aussi par un assoupissement doctrinal, ce qui aura pour conséquence une inadaptation aux nouvelles conditions du combat comme l'augmentation des portées des armes. La guerre franco-prussienne de 1870 marquera à cet égard un tournant dramatique dans l'histoire de la cavalerie française. L'action héroïque mais vaine des cuirassiers français lors de la bataille de Frœschwiller-Wœrth dite « bataille de Reichshoffen » le 6 août 1870, au début du conflit, comptera parmi les dernières grandes charges « classiques » de la cavalerie française.
Après la défaite de 1871, la cavalerie est réorganisée. La loi des cadres et effectifs de 1875 prévoit 70 régiments en métropole (12 cuirassiers, 26 dragons, 20 chasseurs et 12 hussards), 7 pour la cavalerie d'Afrique (4 chasseurs, 3 spahis).

### La cavalerie française auXXesiècle
- Le fond est à vérifier. Si vous venez d’apposer le bandeau, merci d’indiquer ici les points à vérifier. (Marqué depuis décembre 2024)

- Son texte doit être wikifié : il ne correspond pas à la mise en forme Wikipédia (style, typographie, liens internes, liens entre les wikis, etc.). (Marqué depuis décembre 2024)

À la veille de la Première Guerre mondiale, la cavalerie française compte 90 régiments dont 79 stationnés dans la métropole. Tous les régiments métropolitains ont été armés de la lance, à l'exception des cuirassiers. En 1913, tous les Corps d'Armée se voient affecter un régiment de cavalerie légère (21 régiments de hussards et de chasseurs), le reste des régiments (cuirassiers, dragons, etc.) étant endivisionnés.
En août 1914, la France aligne trois corps de cavalerie : le 1er corps de cavalerie du général André Sordet qui opérera en Belgique; le corps de cavalerie du général Louis Conneau qui opérera en Lorraine avant de prendre part à la première bataille de la Marne, Conneau prenant par la suite le commandement du 1er CC, et le corps « provisoire » du général Pierre Abonneau qui combattra dans les Ardennes belges et françaises avant d'être dissous le 24 août à Charleville. Le rôle de la cavalerie dans les premiers mois de la guerre est assez faible. La cavalerie ennemie refusant le combat, il y a peu de confrontations. En revanche une usure rapide des montures interdit à la cavalerie d'avoir une action efficace, par exemple pour l'exploitation de la victoire sur la Marne. Dès 1915, la guerre des tranchées a pour conséquence de diminuer fortement le rôle de la cavalerie. Une partie des régiments est démontée et ces régiments participent aux combats comme des unités d'infanterie. La reprise de la guerre de mouvement en 1918 va redonner à la cavalerie une utilité. S'il existe toujours dix divisions de cavalerie, quatre d'entre elles sont démontées pour constituer les divisions de cavalerie à pied.

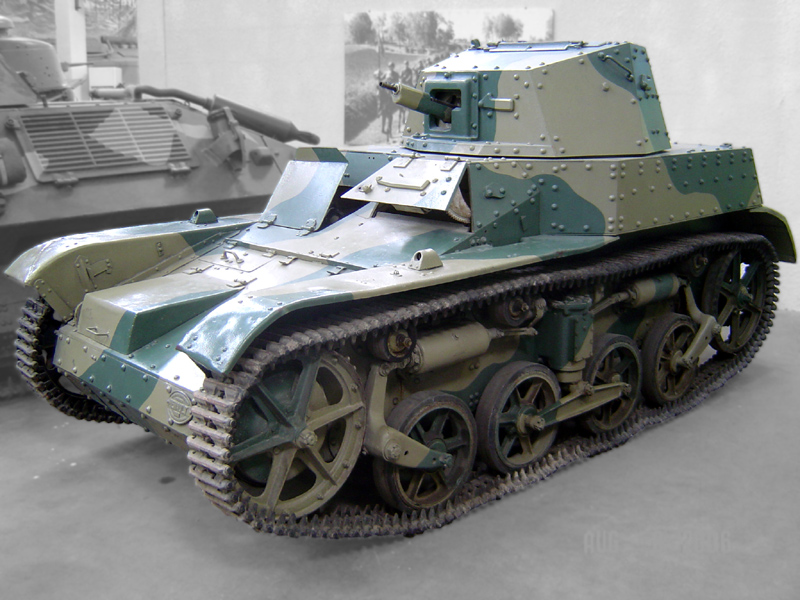
Renault AMR 33 de la cavalerie française.

L'apparition et le développement des engins de combats mécanisés et blindés pendant la Première Guerre mondiale marquera le déclin, à partir de l'entre-deux-guerres, de la cavalerie montée dans l'armée française comme dans toutes les armées modernes contemporaines. La cavalerie française s'intéressa dès le début du XXe siècle à l'utilisation militaire de l'automobile et utilisa dès avant la « Grande Guerre » un petit nombre d'auto-mitrailleuses. La Seconde Guerre mondiale verra la disparition des derniers régiments montés avec la dissolution de l'Armée de Vichy en 1942, certains participant toutefois encore à la campagne de Belgique et à la bataille de France en mai et juin 1940. « Mais si le cheval a disparu, la cavalerie vit toujours puisque l'arme blindée a repris ses traditions... mais aussi l'essentiel de ses missions : la reconnaissance et le choc, en se dotant de ce qui lui faisait défaut et fut cause de sa disparition : la puissance de feu ».
Des régiments de cavalerie furent engagés dans les conflits qui marquèrent la fin de l'empire colonial français, en Indochine et en Algérie. Ainsi, le 5e régiment de cuirassiers se battra en Indochine de 1946 à 1954, aux côtés du 1er régiment de chasseurs à cheval. Des chars M24 Chaffee de celui-ci, sous les ordres du capitaine Hervouet, prendront part à la défense du camp retranché de Diên Biên Phu
Liste des unités de cavalerie ayant participé à la guerre d'Indochine :
- 5e régiment de cuirassiers ;
- 4e régiment de dragons ;
- 9e régiment de dragons ;
- 1er régiment de chasseurs à cheval ;
- 8e régiment de spahis algériens (8e groupe d'escadrons de spahis algériens) ;
- 7e escadron du 1er régiment de marche de spahis marocains ;
- 2e régiment de spahis marocains (régiment de marche de spahis d’Extrême-Orient) ;
- 5e régiment de spahis marocains ;
- 6e régiment de spahis marocains ;
- 8e régiment de spahis algériens
- 1er régiment étranger de cavalerie ;
- 3e escadron du régiment mixte du Cambodge (à cheval) ;
- escadron de marche du 501e régiment de chars de combat.

Unités de cavalerie ayant participé à la guerre d’Algérie /
Brigades :
-	5e brigade de cavalerie ;
-	10e brigade de cavalerie à pied (ou de dragons) ;
-	12e brigade de cavalerie à pied.

Cuirassiers :
-	1er régiment de cuirassiers ;
-	3e régiment de cuirassiers ;
-	6e groupe d’escadrons de marche de cuirassiers puis 6e régiment de cuirassiers.

Dragons :
-	2e régiment de dragons ;
-	4e régiment de dragons ;
-	10e régiment de dragons ; 
-	12e régiment de dragons ;
-	13e régiment de dragons (parachutistes) ;
-	16e régiment de dragons ;
-	18e régiment de dragons ;
-	20e régiment de dragons ;
-	21e régiment de dragons ;
-	24e régiment de dragons ;
-	25e régiment de dragons ;
-	26e régiment de dragons ;
-	27e régiment de dragons ;
-	28e régiment de dragons ;
-	29e régiment de dragons ;
-	30e régiment de dragons ;
-	31e régiment de dragons.

Chasseurs à cheval :
-	1er régiment de chasseurs à cheval ;
-	4e régiment de chasseurs à cheval ;
-	8e régiment de chasseurs à cheval ;
-	18e régiment de chasseurs à cheval ;
-	19e régiment de chasseurs à cheval.

Hussards :
-	1er régiment de hussards (parachutistes) ;
-	3e régiment de hussards ;
-	4e régiment de hussards ;
-	6e régiment de hussards ;
-	7e régiment de hussards ;
-	8e régiment de hussards ;
-	9e régiment de hussards.

Chasseurs d’Afrique :
-	1er régiment de chasseurs d’Afrique ;
-	2e régiment de chasseurs d’Afrique ;
-	3e régiment de chasseurs d’Afrique ;
-	4e régiment de chasseurs d’Afrique ;
-	5e régiment de chasseurs d’Afrique ;
-	6e régiment de chasseurs d’Afrique ;
-	9e régiment de chasseurs d’Afrique ;
-	12e régiment de chasseurs d’Afrique.

Spahis algériens :
-	1er régiment de spahis algériens puis 1er régiment de spahis ;
-	2e régiment de spahis algériens puis 2e régiment de spahis ;
-	5e régiment de spahis algériens puis 5e régiment de spahis (à cheval), formé par :
o	5e escadron de spahis algériens ;
o	6e escadron de spahis algériens ;
-	9e régiment de spahis algériens puis 9e régiment de spahis (à cheval), formé par :
o	9e escadron de spahis algériens ;
o	11e escadrons de spahis algériens.

Spahis marocains :
-	1er régiment de spahis marocains puis 21e régiment de spahis ;
-	3e régiment de spahis marocains puis 23e régiment de spahis (à cheval), formé par :
o	10e groupe d’escadrons de spahis algériens ;
- 10e escadron de spahis algériens ; 
-12e escadron de spahis algériens ;
o	3e groupe d’escadrons de spahis à cheval (issu du 3e régiment de spahis marocains du Maroc) ;
-	6e régiment de spahis marocains puis 6e régiment de spahis.

Légion étrangère :
-	1er régiment étranger de cavalerie ;
-	2e régiment étranger de cavalerie ;
-	Groupe amphibie de la légion étrangère d’Arzew ;
-	Escadron d’instruction blindé du 1er régiment étranger de Sidi-Bel-Abbès.

Compagnies nomades d’Algérie (à cheval) :
-	13e compagnie nomade d’Algérie ;
-	14e compagnie nomade d’Algérie ;
-	15e compagnie nomade d’Algérie ;
-	16e compagnie nomade d’Algérie.

Unités sahariennes de l’ABC :
-	Groupe saharien motorisé de l’Erg Oriental ;
-	Groupe saharien motorisé de l’Issaouane ;
-	Escadron saharien porté de l’Oued-Rhir ;
-	Escadron saharien porté de Metlili ;
-	Escadron saharien porté des Oasis ;
-	1er Escadron saharien porté de la légion étrangère.

Escadrons insérés dans des régiments d’infanterie :
-	Escadrons d’éclairage des 4 régiments d’infanterie de la 2e division d’infanterie motorisée (26e, 151e, 152e et 153e RIM) ;
-	Escadrons d’éclairage des 5 régiments d’infanterie de la 4e division d’infanterie motorisée (1er, 8e et 110e RIM, 5e GCP et 31e GCP) ;
-	Escadrons de reconnaissance des 4 régiments d’infanterie de la 25e division parachutiste (9e, 14e et 18e RCP, 1er REP) ;
-	Escadron d’AMX du 1er régiment étranger de parachutistes ;
-	Escadron de reconnaissance du 1er régiment de chasseurs parachutistes (10e division parachutiste) ;
-	Escadron de reconnaissance du 2e régiment étranger de parachutistes (10e division parachutiste)

Unités de commandement territorial :
-	Escadrons de commandement des secteurs de Duperré, d’Aïn-Taya et d’Azazga ;
-	Escadron de support de quartier de pacification de M’Chira.
École :

-	Ecole de l’arme blindée et de la cavalerie d’Alger (Hussein-Dey) puis centre d’instruction de l’ABC d’Alger.

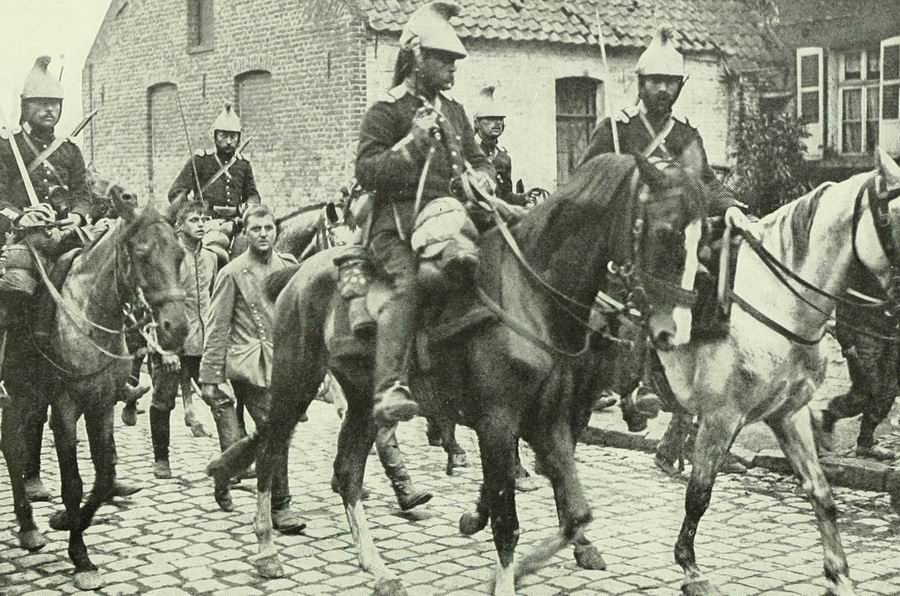
Dragons français ramenant des prisonniers allemands en août 1914.
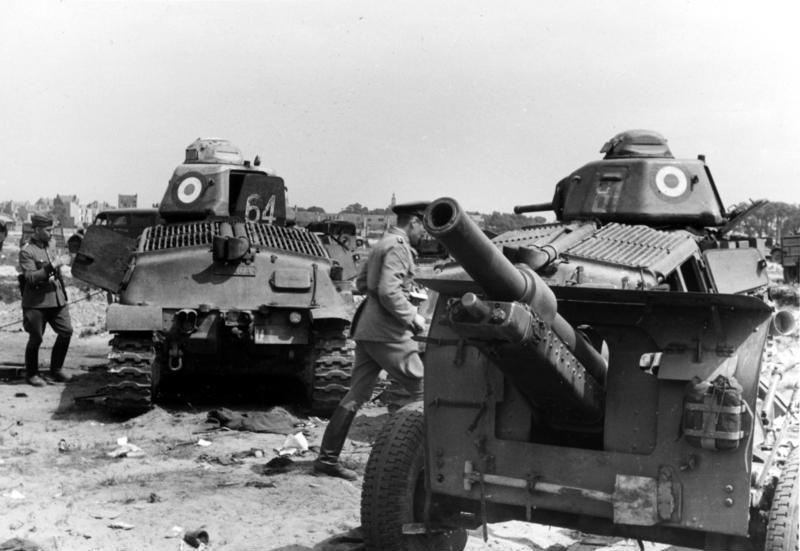
Chars de cavalerie Somua S35 du 18e dragons détruits pendant la bataille de Dunkerque en mai 1940.
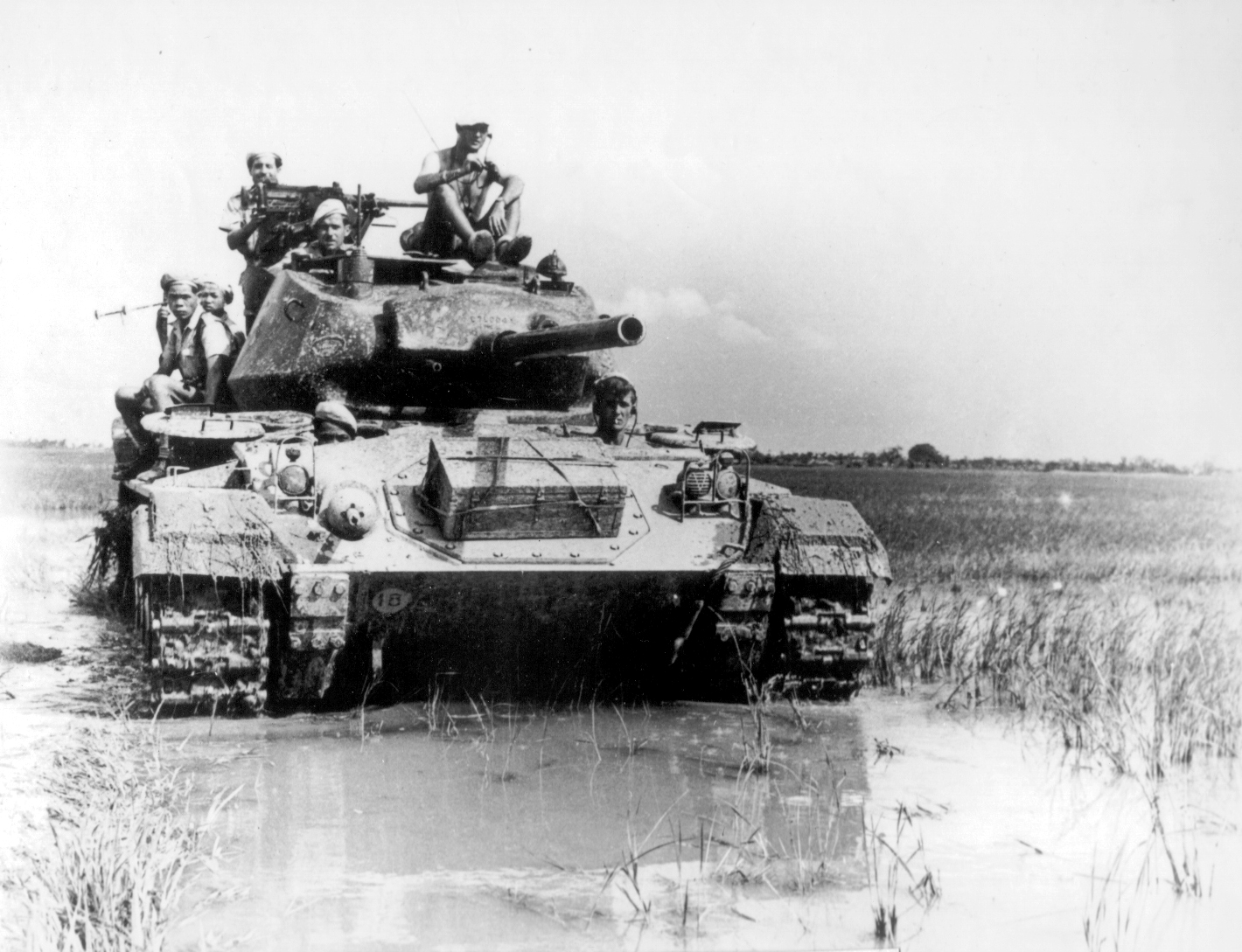
Char M24 Chaffee du 1er régiment de chasseurs à cheval en Indochine.
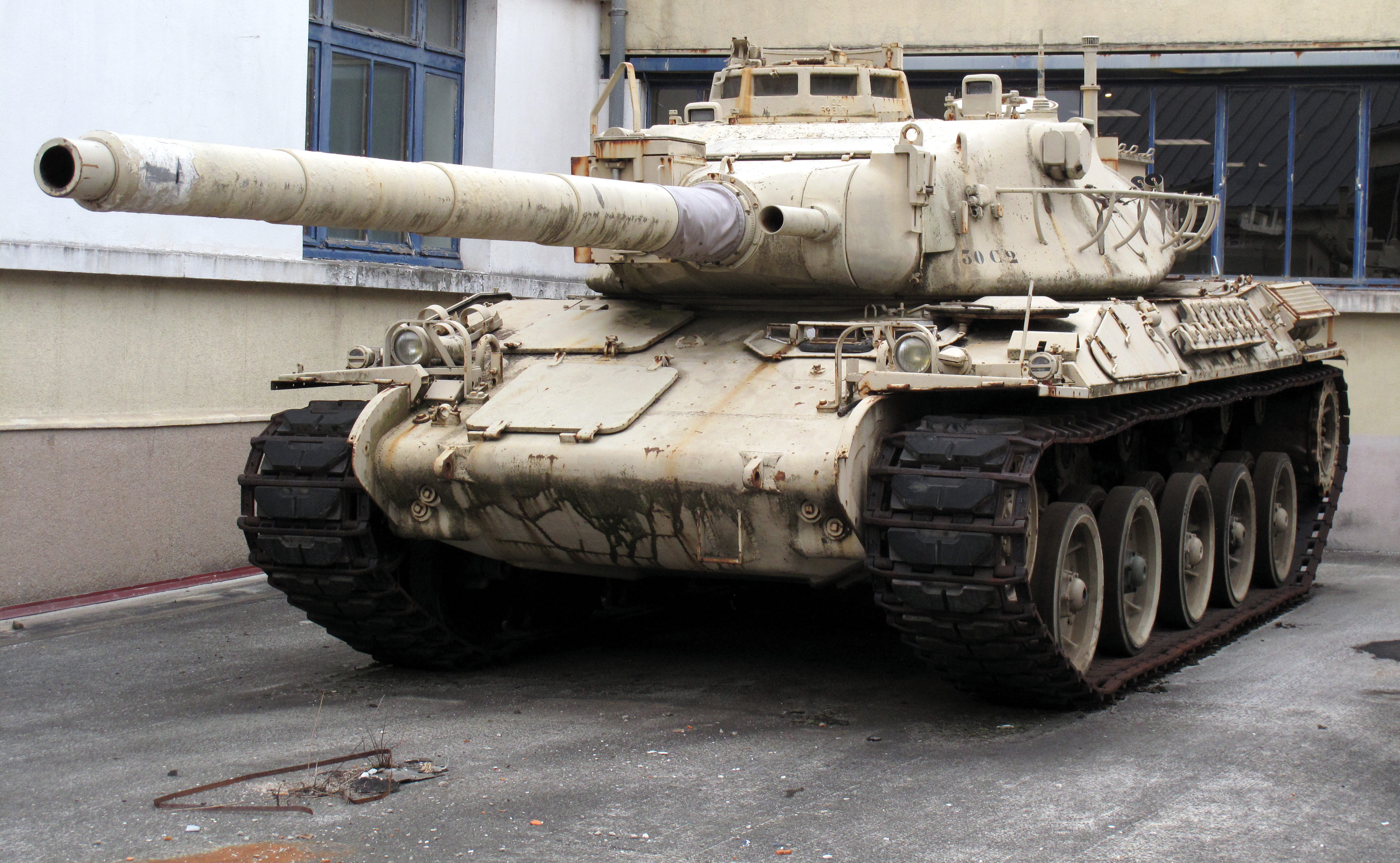
Le char de combat AMX-30, « monture » de l'ABC pendant la guerre froide.

### La cavalerie dans l'armée française duXXIesiècle

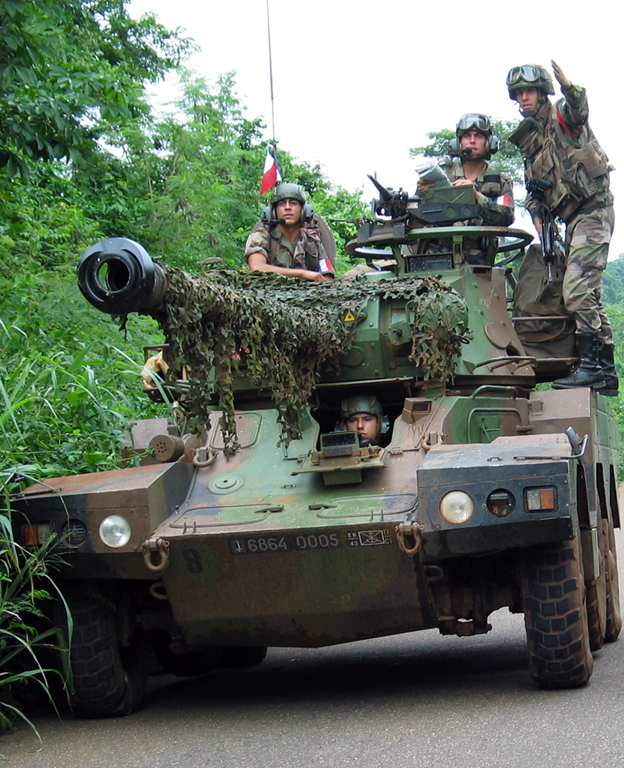
Patrouille du 1er Régiment de Hussards Parachutistes sur ERC-90 Sagaie en République de Côte d'Ivoire en 2003.

En 2012, l'armée française alignait douze régiments de cavalerie au sein de l'arme blindée et cavalerie :
- 1er régiment de chasseurs d'Afrique (1er RCA) de Canjuers
- 1er régiment de hussards parachutistes (1er RHP) de Tarbes
- 1er régiment de spahis (1er RS) de Valence
- 1er régiment de chasseurs (1er RCh) de Thierville
- 2e régiment de dragons – nucléaire, biologique et chimique (2e RD-NBC) de Fontevraud
- 2e régiment de hussards (2e RH) de Haguenau
- 3e régiment de hussards (3e RH) de Metz
- 4e régiment de chasseurs à cheval (4e RCh) de Gap
- 4e régiment de dragons (4e RD) d'Aubagne
- 12e régiment de cuirassiers (12e RC) d'Olivet
- 13e régiment de dragons parachutistes (13e RDP) de Souge,

auxquels vient s'ajouter le 501e RCC, la Légion étrangère alignant de son côté le 1er régiment étranger de cavalerie (1er REC) à Orange

## Les chevaux de la cavalerie française
« La qualité et la docilité des chevaux constituent l'un des éléments essentiels de la valeur de la cavalerie. »

— Ministère de la Guerre, Décret du 31 mai 1882 portant règlement sur les exercices de la cavalerie, revisant et complétant la décret du 17 juillet 1876.
La cavalerie est une arme exigeante en matière de formation et d'entraînement aussi bien que de logistique et d'intendance. Les chevaux tout autant que les hommes doivent être formés et s'entraîner régulièrement. Les cavaliers doivent non seulement apprendre à contrôler et maîtriser leurs montures, mais aussi à accomplir les manœuvres qu'exigeaient les formations de combat et à utiliser leur armement individuel tandis que les chevaux doivent faire l'objet de soins attentifs au risque que, faute de ceux-ci, l'unité se retrouve dans l'incapacité d'effectuer ses missions avant même d'avoir combattu. La cavalerie française perdit ainsi de nombreux chevaux dans les premières semaines d'août 1914 faute de soins et d'attention - les animaux s'abreuvant par exemple d'eaux croupies pendant les déplacements dans les chaleurs estivales des premiers jours de la guerre.

### Remonte de cavalerie et chevaux aux armées

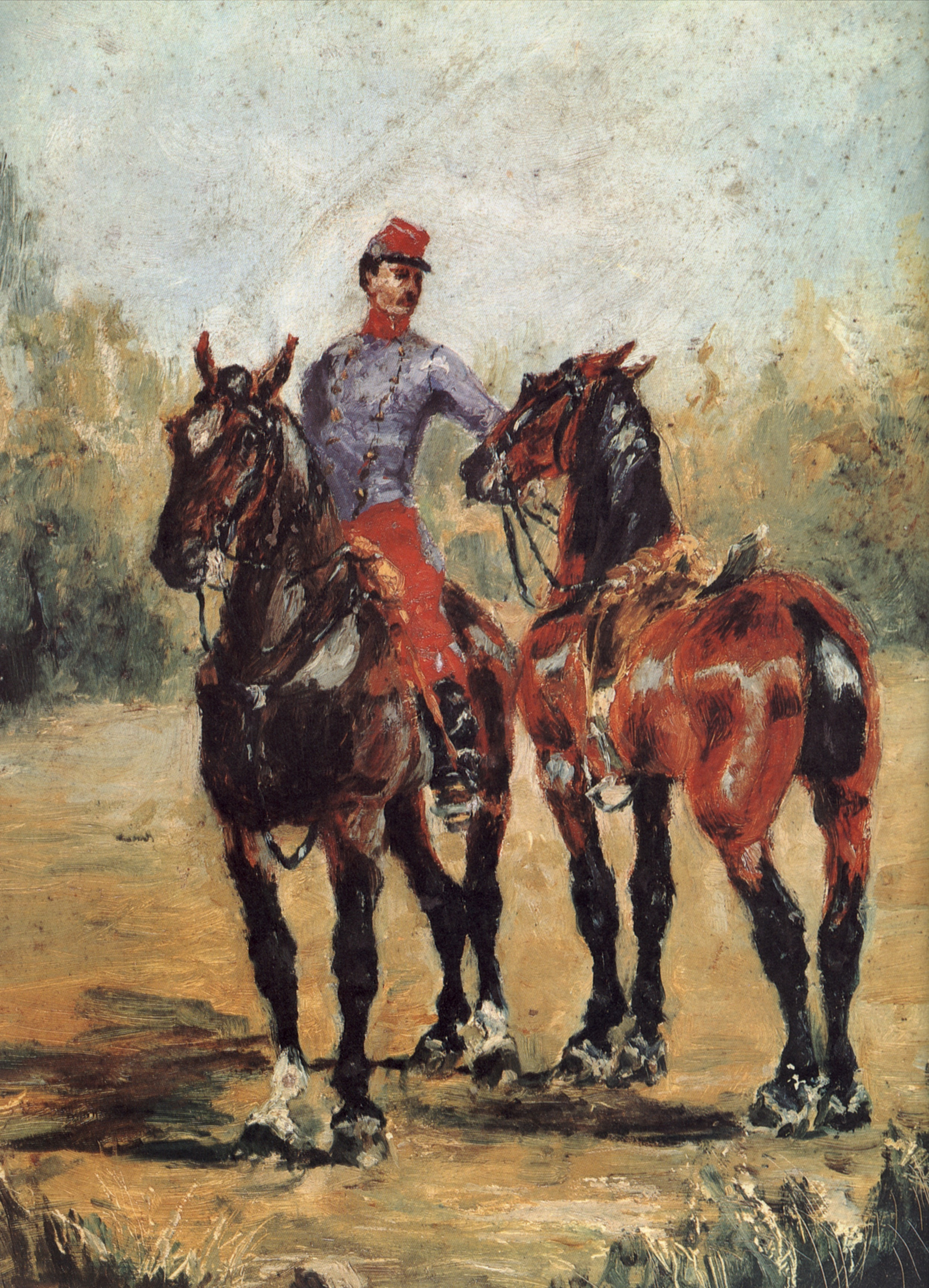
Henri de Toulouse-Lautrec : Ordonnance avec chevaux.

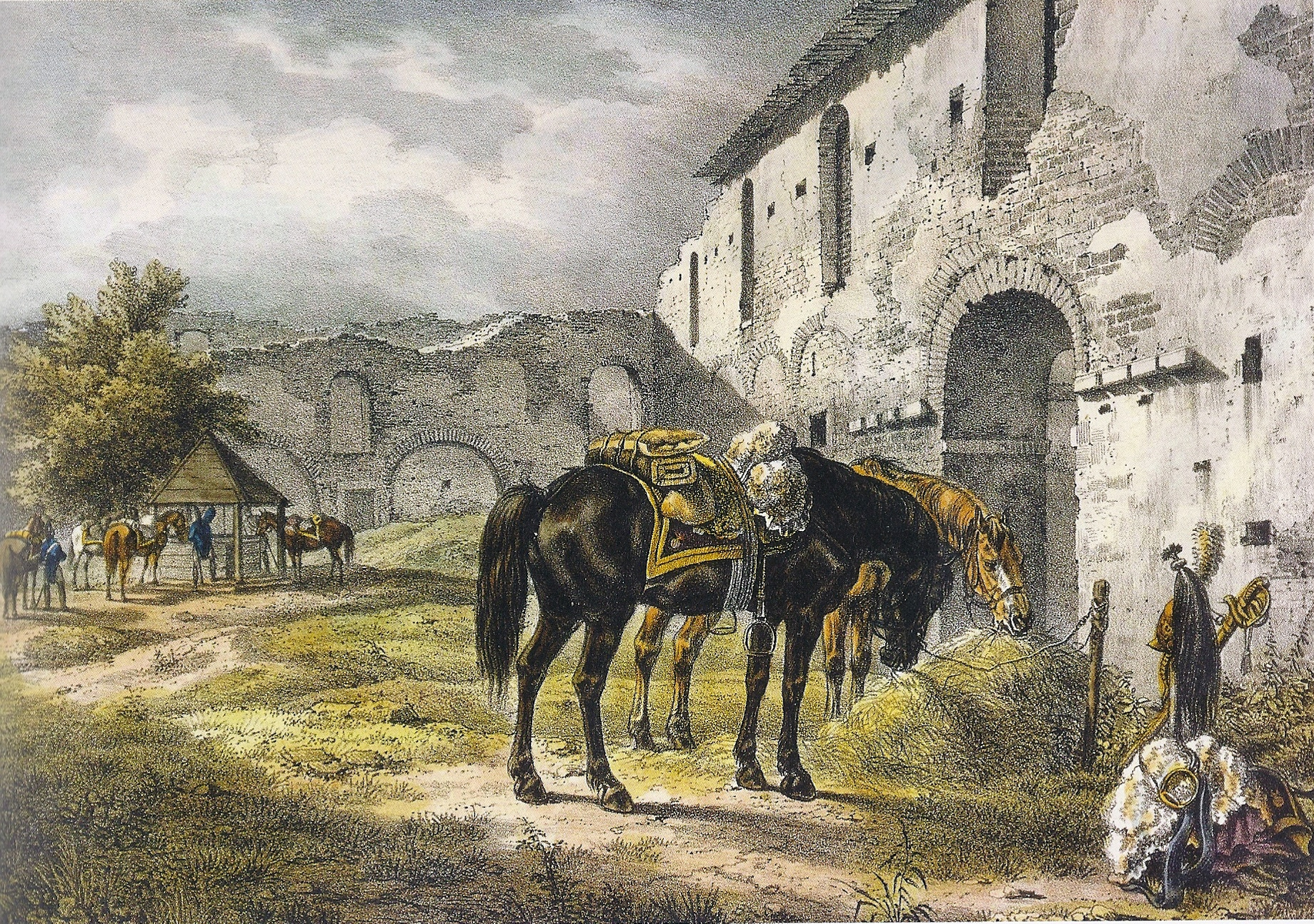
Chevaux de la cavalerie française au repos en Russie en 1812.

Si la cavalerie impériale écrivit quelques-unes des plus glorieuses pages de l'histoire des guerres napoléoniennes, l'approvisionnement en chevaux, tant de selle que de trait, resta pour l'armée française de l'époque un problème récurrent notamment en raison de la piètre qualité du cheptel équin français de l'époque que déplore notamment l'historien Denis Bogros dans son « Histoire du cheval de troupe de la cavalerie française 1515-1918 ». À ce problème viennent s'ajouter, selon cet auteur, la mauvaise volonté du monde paysan face aux exigences de l'armée — « les cultivateurs déjà peu orientés vers le cheval de selle de guerre s'arrangeront, volontairement, à faire une production chevaline de mauvaise qualité, mais suffisante pour assurer les travaux à courtes distances. Ils espéraient décourager les levées de l'Etat. Ce fut un échec ! Et ce fut le cavalier de troupe que l'on envoya au combat, mal équipé ! » — et l'incompétence des responsables civils et militaires de la remonte, y compris l'Empereur lui-même - « La vérité est que Napoléon Ier ne peut échapper au jugement de l'histoire. Il manquait (selon l'érudit Mennesier de la Lance) de connaissances hippologiques et cette lacune, contribua à créer les conditions de l'effroyable consommation de chevaux dans les guerres qu'il a déclarées et les campagnes qu'il a conduites […] Napoléon était chef du gouvernement de la France. La remonte de l'armée est une entreprise sérieuse qui ne s'improvise pas. Chef d'État et chef de guerre, Napoléon n'a pas maîtrisé cette question primordiale » - tant et si bien que « au plan du cheval de troupe […] il est clair que la remonte de l'empire ne fournit que des chevaux inaptes à la guerre ».

### Logistique de cavalerie
Si l'armée napoléonienne rencontra de nombreux soucis pour se doter de chevaux de qualité — les pertes encourues pendant la campagne d'Allemagne et d'Autriche en 1805 sont dues à l'excès de fatigue de chevaux souvent trop jeunes — et en quantités suffisantes, l'entretien de ce cheptel chevalin pendant les campagnes fut un autre sérieux problème qu'elle eût à gérer, de nombreux animaux ayant été perdus par manque de soins appropriés ou de nourriture suffisante et de qualité. Ainsi, « la campagne de Pologne de 1807, qui commence durant l'hiver 1806, est éprouvante pour les chevaux se déplaçant dans un pays sans réserves, aux chemins bourbeux. Vingt mille chevaux vont mourir d'épuisement ».

### Épopée napoléonienne

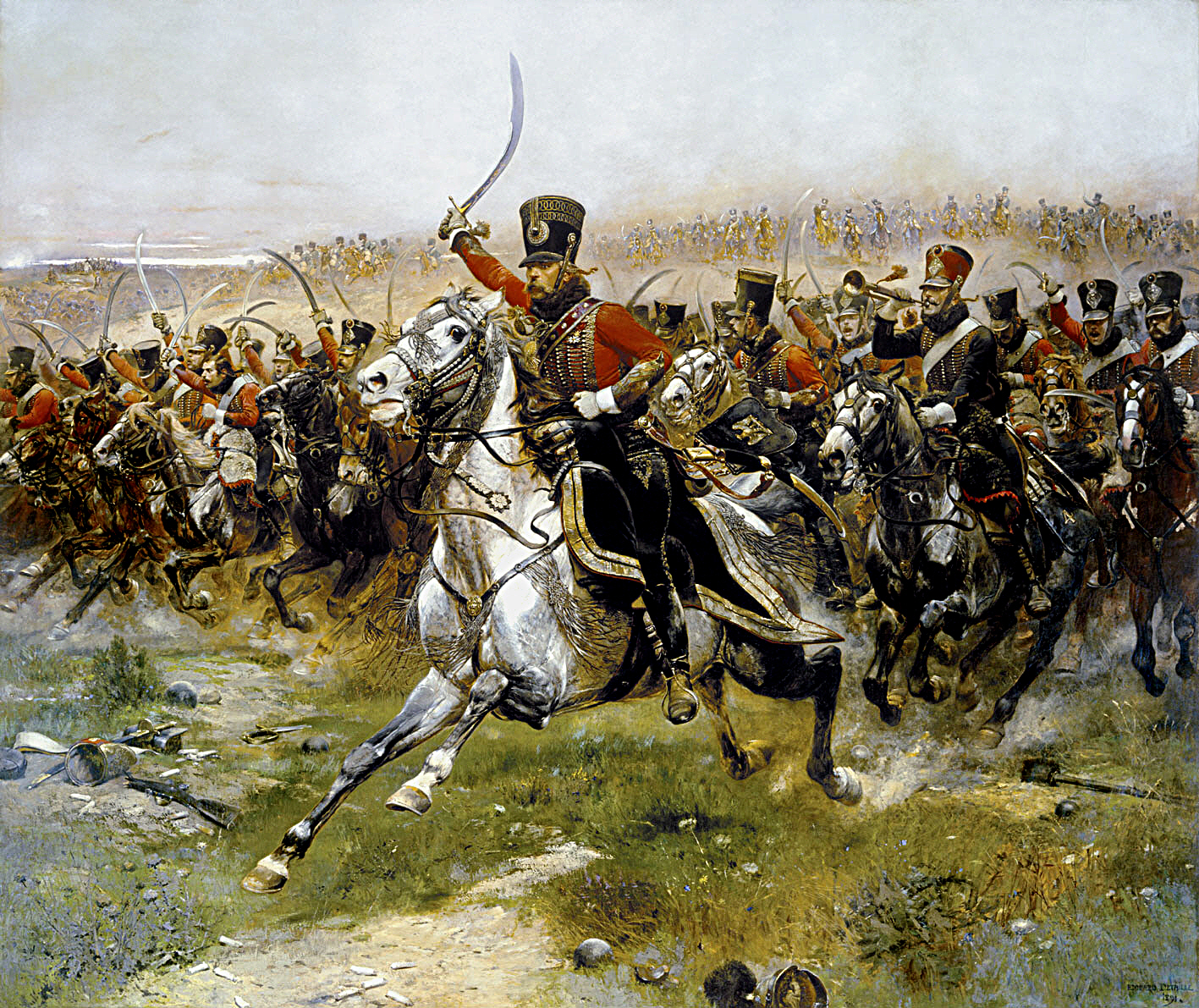
Le 4e régiment de hussards à Friedland d'après Édouard Detaille.

## Traditions et mémorabilia

### Traditions
Saint Georges est le saint patron de l'arme blindée cavalerie.
Il est d'usage dans la cavalerie française de donner à un adjudant ou un adjudant-chef le titre de « lieutenant » lorsque l'on s'adresse à lui. Lorsqu'à la fin du XIXe siècle, il fut décidé de faire porter des tenues d’officier subalterne aux adjudants avec le port d'épaulettes d'or ou d'argent portant un liseré rouge au milieu, l'usage se répandit dans l'armée de Terre de les appeler "mon lieutenant". Cet usage fut supprimé par la suite sauf dans la cavalerie où il se perpétua.
La tradition voudrait que la raison en serait un événement qui remonterait à l'époque des guerres napoléoniennes : à l'issue d'une bataille, l'Empereur aurait fait mander le lieutenant d'un escadron s'étant particulièrement bien comporté, demande à laquelle il lui fut répondu que l'unité ayant perdu son officier commandant avait été menée au combat par un adjudant. Napoléon aurait alors décrété qu'il faudrait désormais honorer les adjudants de cavalerie du titre de « lieutenant ».

### Fanfares de cavalerie
Depuis les réformes du maréchal Adolphe Niel, les fanfares de cavalerie ne comptent dans leurs rangs que des instruments en cuivre naturels en mi bémol : trompettes de cavalerie, trompettes-cors, trompettes basses et trompettes contrebasses (ou hélicon naturel). Les percutions sont composées d'une paire de timbales à clefs et/ou, pour le service à pied, de caisses claires (à l'exclusion de tambours d'ordonnance à cordes), d'une grosse-caisse et de cymbales. Elles sont placées sous la direction d'un trompette-major assisté d'un trompette-maître. Il ne faut pas confondre une fanfare de cavalerie régimentaire avec une batterie-fanfare régimentaire des armes à pied (infanterie, génie, etc.) qui utilisent des instruments à vent à système et dont le répertoire traditionnel est très différent.

### Unités de tradition

#### Cavalerie de la Garde Républicaine

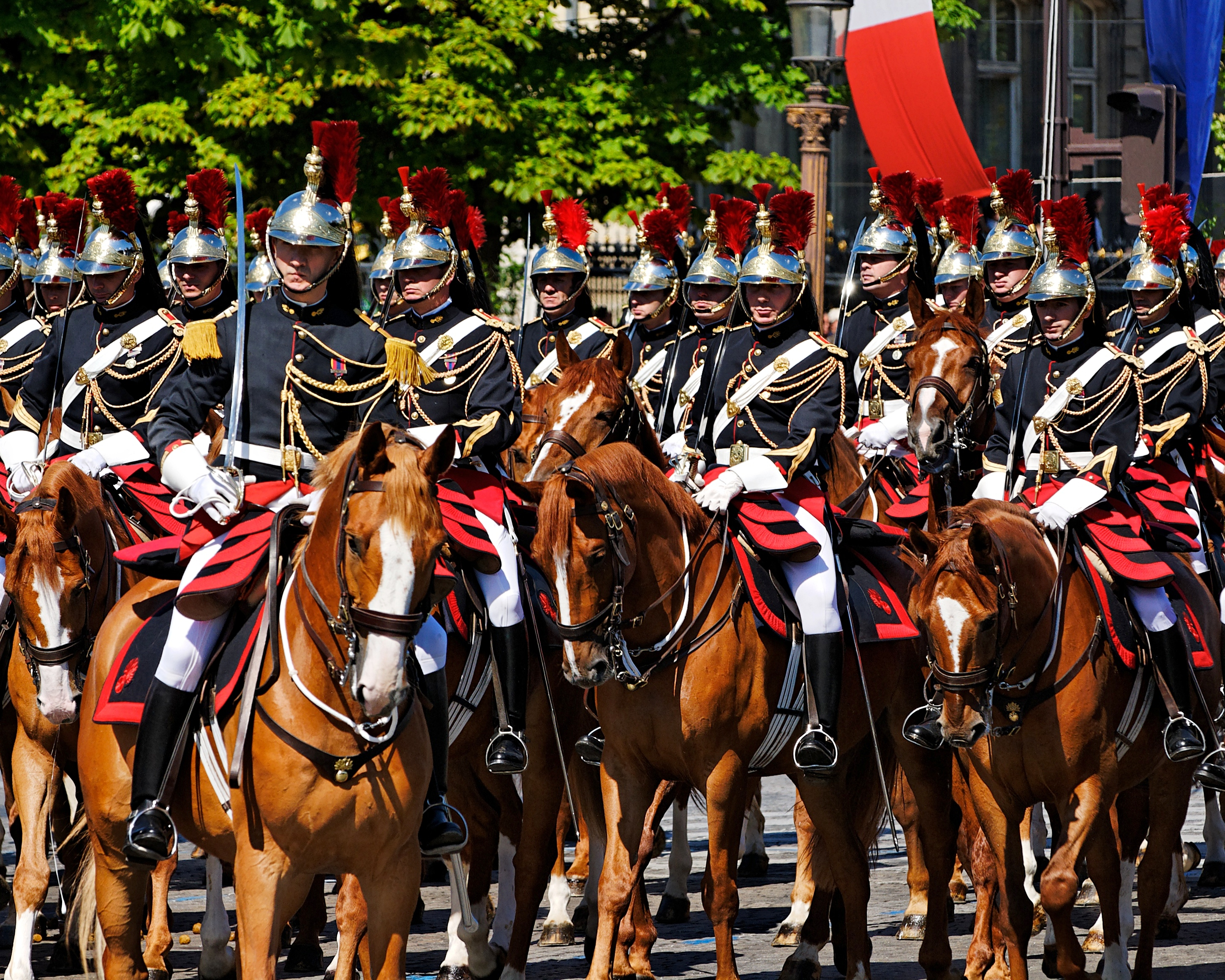
La cavalerie de la Garde Républicaine lors du défilé du 14 juillet 2008.

Unité de prestige, le régiment de cavalerie de la Garde Républicaine, appartenant à la Gendarmerie nationale, constitue le dernier régiment monté de l'armée française et perpétue à ce titre les fastes de cette arme, notamment au travers de ses missions protocolaires.
Le régiment se compose de trois escadrons de marche, d'un escadron hors rang et d’un centre d’instruction. Unité support du régiment de cavalerie, l'escadron hors-rang se compose de la fanfare de cavalerie, de la maréchalerie et du service vétérinaire. Basé à Saint-Germain-en-Laye (Yvelines), le centre d'instruction du régiment de cavalerie remplit deux missions essentielles : la formation des gardes nouvellement affectés et le débourrage des jeunes chevaux.

### Musées, mémoriaux et monuments
Musées

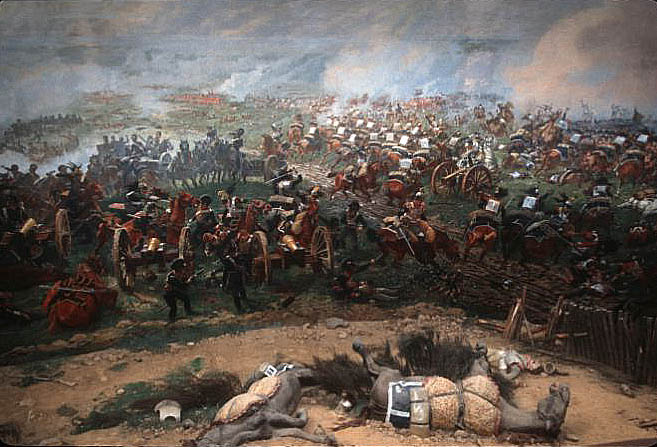

En France et en Europe, divers musée perpétuent le souvenir de la cavalerie, de ses batailles et de ses campagnes.
En France, une grande partie du parc de véhicules militaires historiques du musée des blindés de Saumur est consacré à l'arme blindée cavalerie. + Musée des Hussards de Tarbes : situé dans le jardin Massey, le musée Massey à Tarbes présente une collection consacrée à l'histoire des hussards et musée des Spahis de Senlis
En Belgique, le Panorama de la bataille de Waterloo + 
Monuments et cimetières militaires
Monument « aux cuirassiers dits de Reichshoffen » à Morsbronn, élevé à la mémoire de la conduite héroïque de la cavalerie française lors de la bataille de Frœschwiller-Wœrth.

## Grandes figures de la cavalerie française

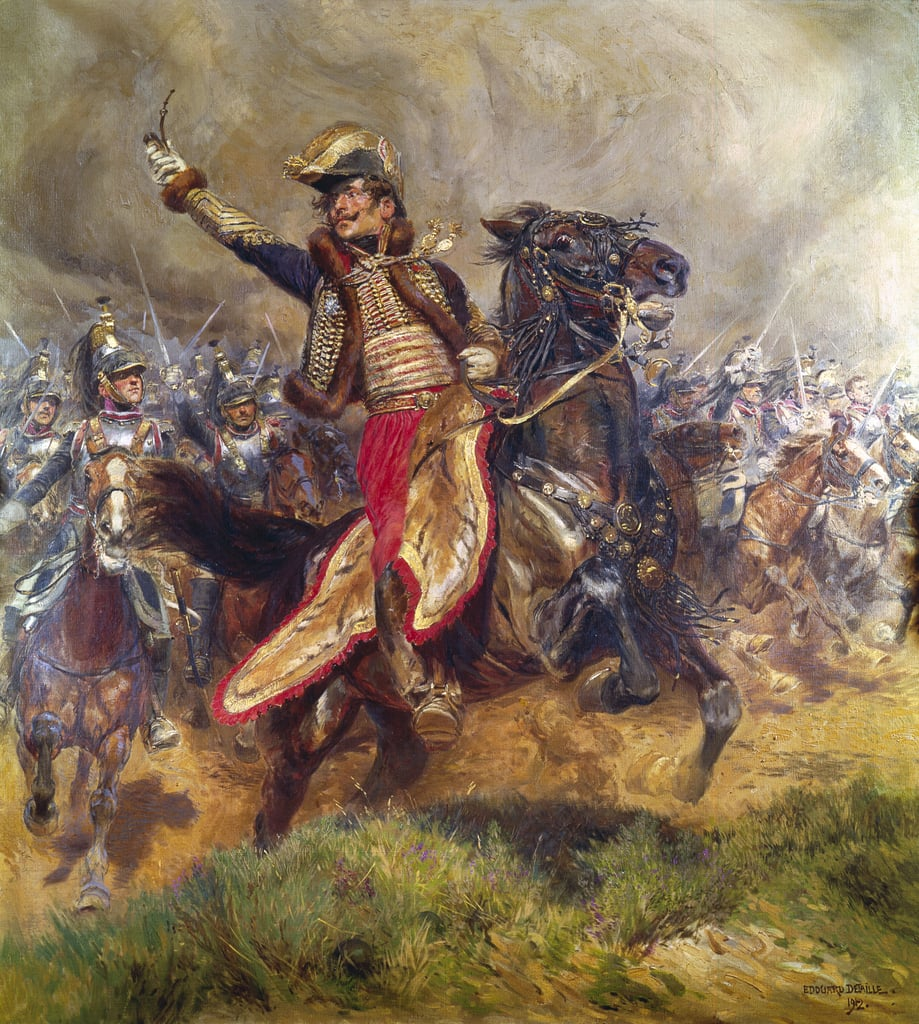
Le général Lasalle menant une charge à Wagram, sa dernière bataille.

- Antoine Charles Louis de Lasalle (1775-1809) : hussard et général de cavalerie du Premier Empire, chef de la « brigade infernale », mort au champ d’honneur le 6 juillet 1809 lors de la bataille de Wagram. Lasalle est l'une des figures emblématiques dans l'histoire de la cavalerie, réputé pour sa bravoure et sa personnalité haute en couleur.
- Michel Ney (1769-1815) : maréchal d'Empire, surnommé le « Brave des braves », Ney s'illustrera pendant la bataille de Waterloo en emmenant les charges de la cavalerie française contre les lignes anglo-hollandaises.
- Joachim Murat : maréchal d'Empire, roi de Naples, s'illustra sous l'Empire lors de charges de cavalerie épiques. Il s'illustra à la bataille d'Eylau en 1807 en emmenant la plus grande charge de cavalerie de l'Histoire.
- Emmanuel de Grouchy : maréchal d'Empire
- Jean-Baptiste Bessières : maréchal d'Empire
- Jean-Auguste Margueritte
- Henri de Bournazel (1898-1933) : officier de hussards puis de spahis, surnommé le « cavalier rouge », il s'illustre pendant les guerres de pacification du Maroc, tombant à la tête de ses troupes dans les montagnes du dejbel Saghro, région berbère du Sud du Maroc. Il fait l'objet dans les années 1930 à 1950 d'un véritable culte patriotique, devenant pour certains le modèle du jeune officier de cavalerie français.